# T. Colin Campbell

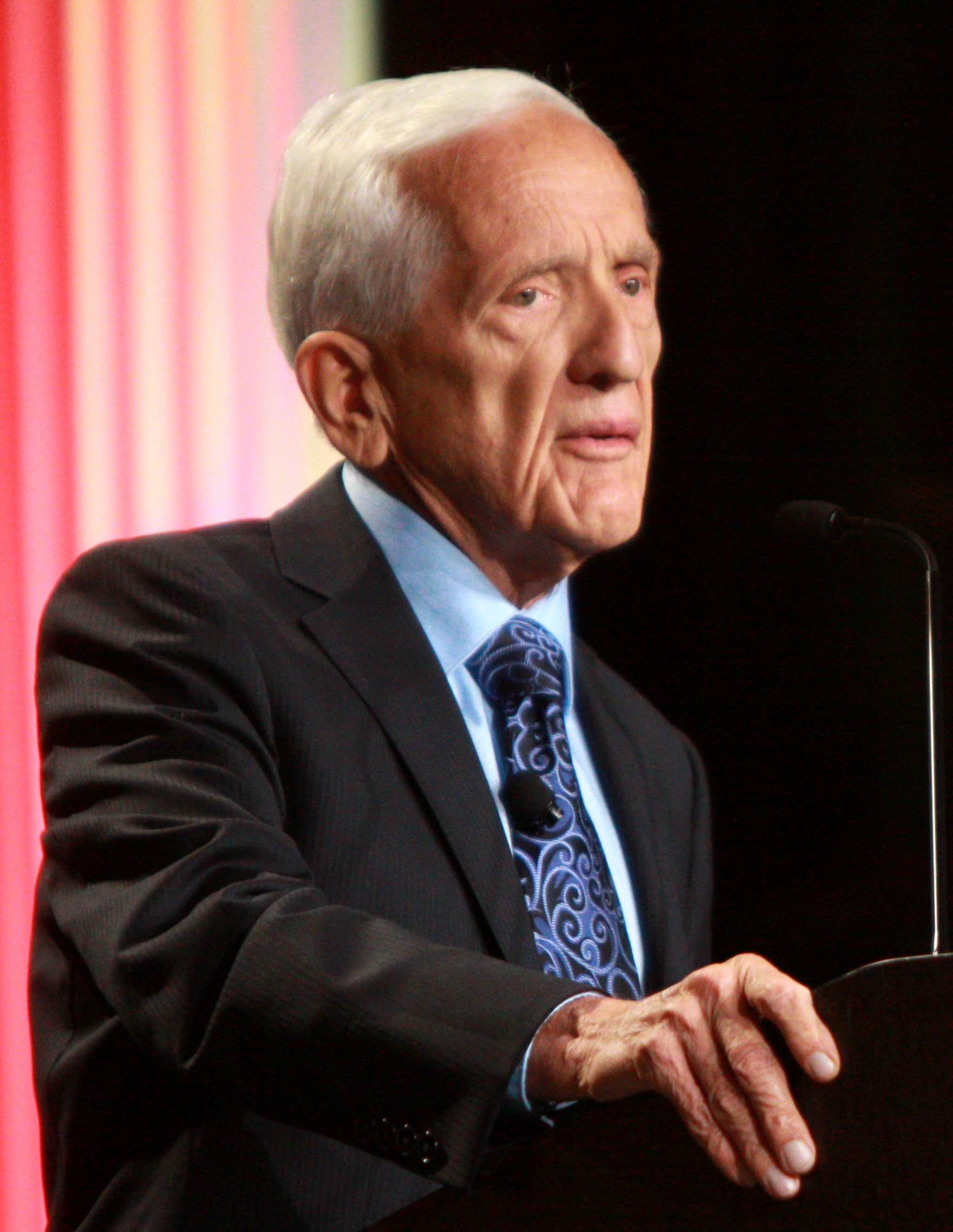
T. Colin Campbell

Thomas Colin Campbell (14 maart 1934) is een Amerikaanse biochemicus die gespecialiseerd is in het effect van voeding op de gezondheid op de lange termijn. Hij is de Jacob Gould Schurman emeritus hoogleraar Nutritional Biochemistry aan de Cornell-universiteit.
Campbell is bekend geworden vanwege zijn pleidooi voor een vetarm, plantaardig eetpatroon op basis van plantaardige voeding. Hij is de auteur van meer dan 300 onderzoeksrapporten en drie boeken, The China Study (2005, samen met zijn zoon, Thomas M. Campbell II), dat een van Amerika's meest verkochte boeken over voeding werd, Whole (2013) en The Low-Carb Fraud (2014). Campbell is te zien in de Amerikaanse documentaire Forks Over Knives (2011).
Campbell was een van de leidende wetenschappers van het China – Cornell – Oxford Project over voeding en ziekten, gestart in 1983 door de Cornell-universiteit, de Universiteit van Oxford en de Chinese Academie voor preventieve geneeskunde om de relatie tussen voeding en kanker, hartziekten en stofwisselingsziekten te onderzoeken. De studie werd door de The New York Times beschreven als "the Grand Prix of epidemiology"
- Bibsys: 13023527
- Biblioteca Nacional de España: XX5232480
- Bibliothèque nationale de France: cb15976073h (data)
- Catàleg d'autoritats de noms i títols de Catalunya: 981058524264206706
- CiNii: DA05779994
- Gemeinsame Normdatei: 141338741
- International Standard Name Identifier: 0000 0000 8085 7506
- Library of Congress Control Number: n82236260
- Nationale Bibliotheek van Letland: 000186034
- MusicBrainz: 99fc30c0-745a-49cb-b148-2b080d6731ae
- Bibliotheek van het Japanse parlement: 01200416
- Nationale Bibliotheek van Tsjechië: ola2010583701
- Nationale Bibliotheek van Israël: 987007303145905171
- Nationale Bibliotheek van Polen: a0000002580378
- Nederlandse Thesaurus van Auteursnamen: 333761073
- Système universitaire de documentation: 242282040
- Virtual International Authority File: 6294890
- WorldCat: E39PBJxCtbpc8CHYcWMhMffTHC